# Hylaeus simpsoni
Hylaeus simpsoni är en biart som beskrevs av Cockerell 1942. Hylaeus simpsoni ingår i släktet citronbin, och familjen korttungebin. Inga underarter finns listade i Catalogue of Life.